# Sedum jarocho
Sedum jarocho är en fetbladsväxtart som beskrevs av P.Carrillo och Jimeno-sevilla. Sedum jarocho ingår i Fetknoppssläktet som ingår i familjen fetbladsväxter. Inga underarter finns listade i Catalogue of Life.